# Brian Fell
Brian Fell (* 1938 in Winterton, England) ist ein britischer Historiker und Publizist.
Fell war seit der Gründung des Sprachenzentrums der Universität Passau im Jahre 1979 als Lektor für englische Sprache tätig. Zusätzlich lehrte er im Rahmen der fachspezifischen Fremdsprachenausbildung die Grundzüge des britischen Rechts. Er war Mitinitiator der universitären Austauschprogramme mit dem King’s College in London und der Monash University in Melbourne. Für seine Verdienste um die Universität Passau wurde er im November 2003 zum Ehrenmitglied der Juristischen Fakultät ernannt.
Im Mai 1987 gründete Fell gemeinsam mit dem Jurastudenten den Passau University Cricket Club, aus dem im Oktober 1989 der Cricket Club Passau hervorging. Er war maßgeblich an der Gründung des Deutschen Cricket Bundes beteiligt und war zeitweise dessen Präsident. Für seine langjährige Arbeit für den Cricketsport in Deutschland wurde er vom International Cricket Council mit dem ICC‘s Global Lifetime Achievement Award ausgezeichnet.

## Veröffentlichungen
- 111 Gründe, Cricket zu lieben, Berlin : Schwarzkopf & Schwarzkopf, 2019